# Жджари (Груєцький повіт)
Жджари (пол. Żdżary) — село в Польщі, у гміні Нове-Място-над-Пилицею Груєцького повіту Мазовецького воєводства.
Населення — 368 осіб (2011).
У 1975-1998 роках село належало до Радомського воєводства.

## Демографія
Демографічна структура станом на 31 березня 2011 року:
|          | Загалом | Допрацездатний вік | Працездатний вік | Постпрацездатний вік |
| -------- | ------- | ------------------ | ---------------- | -------------------- |
| Чоловіки | 176     | 23                 | 134              | 19                   |
| Жінки    | 192     | 26                 | 119              | 47                   |
| Разом    | 368     | 49                 | 253              | 66                   |